# Артур Гардінер Батлер
Артур Гардінер Батлер (27 червня 1844 , Челсі, Великий Лондон  — 28 травня 1925 , Beckenhamd, Великий Лондон ) — англійський ентомолог, арахнолог та орнітолог. Працював над систематикою птахів, комах і павукоподібних в Британському музеї.

## Біографія
Артур Гардінер Батлер виріс в Лондоні у районі Челсі. Він був сином службовця Британського музею Томаса Батлера, який в 1857 році був асистентом Антоніо Паніцці, директора бібліотеки Британського музею. З 1863 року і до погіршення свого стану здоров'я в 1901 році Артур Батлер працював для Британського музею. У 1879 році він став куратором відділення членистоногих, а в 1895 році — куратором відділення комах. У 1893 році Батлер ступінь почесного доктора Західного університету Пенсільванії. Поряд з кількома ентомологічними працями, Батлер опублікував книги про птахів (особливо з оології і птахівництва), а також писав для журналу «The Feathered World». У своїх арахнологіческіх працях він займався в арахнофауною Австралії, Галапагоських островів і Мадагаскару.
Батлер був членом Королівського ентомологічного товариства, Ліннєєвського товариства, Зоологічного товариства, а також Британського союзу орнітологів.

## Публікації

### Арахнологія
- A list of the spiders of the genus Acrosoma (1873)
- A monographic list of the species of Gasteracantha, or crab-spiders (1873)

### Ентомологія
- Catalogue of Diurnal Lepidoptera of the family Satyridae in the collection of the British Museum (1868)
- Catalogue of Diurnal Lepidoptera Described by Fabricius in the Collection of the British Museum (1870)
- Lepidoptera Exotica, or, Descriptions and illustrations of exotic lepidoptera (1869—1874)
- Tropical Butterflies and Moths (1873)
- Catalogue of the Lepidoptera of New Zealand (1874)
- The Butterflies of Malacca (1879).
- Descriptions of new genera and species of Lepidoptera from Costa Rica . Cistula entomologica, 1: S. 95-118 (1872).
- List of insects collected by Miss Elizabeth Taylor in North America in the summer of 1892 (1893)

### Орнітологія
- British Birds 'Eggs: a handbook of British oology (1886)
- Foreign finches in Captivity (1895—1896)
- Foreign birds for cage and aviary, Order Passeres … (1896—1897)
- Contributions to British Birds with their Nests and Eggs Тома I, II і III. (1896—1899)
- Birds 'Eggs of the British Isles (1904)
- Birds of Great Britain and Ireland 2 томи (1907—1908)